# Закуската с Митеран
Закуската с Митеран е известна среща между френския президент Франсоа Митеран и група български интелектуалци от средите на дисидентско движение в България, сред които са бъдещият президент д-р Жельо Желев, поетесата Блага Димитрова, впоследствие втори вицепрезидент на България и знаковият писател-сатирик Радой Ралин. Срещата се осъществява на 20 януари 1989 г. и е един от ключовите моменти за свалянето на комунистическия режим в България през есента на същата година, допринасяйки за утвърждаването на опонентите на режима.

## Контекст
През месец януари 1989 г. президентът Митеран идва на държавно посещение в София. В този момент режимът на Тодор Живков изпада във все по-сериозна изолация заради провеждания Възродителен процес и заради охладняването на отношението на Михаил Горбачов към Живков, който не следва курса на перестройка. Наред с това задлъжнялостта на страната към западни банки става все по-тежка. Всички тези обстоятелства правят посещението на Митеран особено важно за режима.

## Участници
По искане на френската страна е организирана среща на президента с дванадесет български интелектуалци. Въпреки опитите за тотално игнориране и потискане на набиращото сили дисидентско движение от страна на режима поканените са предимно водещи български дисиденти, демонстрирали по един или друг начин своята независимост.
Срещата се състои на 20 януари 1989 г. във френското посолство в София под формата на работна закуска. Президентът Митеран се среща с дванадесет български интелектуалци. Мнозинството сред тях принадлежат към една от водещите „неформални организации“ - Клуб за подкрепа на гласността и преустройството, чиято конфронтация с режима към този момент набира сили и обединява все по-голяма група от българската интелигенция.
Българските участници са Блага Димитрова - поетеса и писателка, Желю Желев - дългогодишен дисидент и философ, обосновал тоталитарния характер на режима, Николай Василев - философ, Радой Ралин - поет и писател, чиято остро критична сатира се превръща във фолклор, Копринка Червенкова - журналист, академик Алексей Шелудко - физик, Стефан Продев - журналист и др. Наред с тях в закуската участие вземат писателите Йордан Радичков и Ивайло Петров, журналистът Барух Шамлиев, кинорежисьорът Анжел Вагенщайн и художникът Светлин Русев.

## Значение
Макар българските медии да премълчават за „закуската“ и за нея да е съобщено единствено по западните радиостанции, тя има голямо значение за развитието на българското дисидентско движение и зараждането на бъдещите „демократични“ политически сили. Среща на такова високо ниво показва както на самите дисиденти, така и на режима на Тодор Живков, че международната общност забелязва опонентите на правителството и ги приема за легитимни представители на България на международната сцена. Установяването на диалог с така подбрани личности е важен етап в очертаването на интелектуалните кръгове в България, които доминират в ранния етап от политическите промени в страната.